# Wall Street: O Dinheiro Nunca Dorme
Wall Street: Money Never Sleeps (prt: Wall Street: O Dinheiro Nunca Dorme; bra: Wall Street: O Dinheiro Nunca Dorme, ou Wall Street - O Dinheiro Nunca Dorme), também chamado de Wall Street 2: Money Never Sleeps, é um filme estadunidense de 2010, do gênero drama, dirigido por Oliver Stone em sequência a Wall Street, sucesso de 1987. 
Michael Douglas novamente interpreta Gordon Gekko, papel que lhe rendera o Oscar de melhor ator no filme original. No filme também estão Shia LaBeouf, que faz o papel de Jacob Moore, um jovem investidor em Wall Street, Carey Mulligan, Josh Brolin, Frank Langella, Susan Sarandon, e Charlie Sheen, que faz uma rápida participação especial reprisando seu papel como Bud Fox, protagonista do filme original.

## Sinopse
Após cumprir pena por fraudes financeiras, Gordon Gekko (Michael Douglas) deixa a prisão. Impossibilitado de operar no mercado financeiro, ele dedica seu tempo a realizar palestras e a escrever um livro, onde critica o comportamento de risco dos mercados. Um dia, após uma das palestras, ele é abordado por Jacob Moore (Shia LaBeouf), um operador idealista do mercado de Wall Street. Ele vive com Winnie (Carey Mulligan), filha de Gekko que não fala mais com ele, e usa esta proximidade para conseguir sua atenção. Jacob quer conselhos sobre como agir com Bretton James (Josh Brolin), um grande investidor que fez com que seu mentor, Lewis Zabel (Frank Langella), tivesse que vender sua tradicional empresa por uma ninharia. Gekko decide ajudá-lo, pedindo em troca que Jacob o ajude a se reaproximar de Winnie.  

## Elenco
- Michael Douglas, Gordon Gekko
- Shia LaBeouf , Jacob Moore
- Josh Brolin, Bretton James
- Carey Mulligan, Winnie Gekko
- Frank Langella, Lewis Zabel
- Susan Sarandon, Sylvia Moore
- Charlie Sheen, Bud Fox
- Eli Wallach, Jules Steinhardt
- Oliver Stone, comprador de arte
- Jason Clarke, Jack Schwietzer

## Prêmios e indicações
| Prêmio             | Categoria               | Recipiente      | Resultado |
| ------------------ | ----------------------- | --------------- | --------- |
| Globo de Ouro 2011 | Melhor ator coadjuvante | Michael Douglas | Indicado  |